# Бара (комуна)
Бара (рум. Bara) — комуна у повіті Тіміш в Румунії. До складу комуни входять такі села (дані про населення за 2002 рік):
- Бара (199 осіб)
- Добрешть (49 осіб)
- Лепушнік (47 осіб)
- Редменешть (65 осіб)
- Спата (18 осіб)

Комуна розташована на відстані 368 км на північний захід від Бухареста, 51 км на схід від Тімішоари.

## Населення
За даними перепису населення 2002 року у комуні проживали 378 осіб.
Національний склад населення комуни:
| Національність | Кількість осіб | Відсоток |
| -------------- | -------------- | -------- |
| румуни         | 367            | 97,1%    |
| угорці         | 8              | 2,1%     |
| українці       | 2              | 0,5%     |
| цигани         | 1              | 0,3%     |

Рідною мовою назвали:
| Мова       | Кількість осіб | Відсоток |
| ---------- | -------------- | -------- |
| румунська  | 369            | 97,6%    |
| угорська   | 6              | 1,6%     |
| українська | 2              | 0,5%     |
| циганська  | 1              | 0,3%     |

Склад населення комуни за віросповіданням:
| Релігія       | Кількість осіб | Відсоток |
| ------------- | -------------- | -------- |
| православні   | 359            | 95,0%    |
| п'ятдесятники | 13             | 3,4%     |
| римо-католики | 4              | 1,1%     |
| реформати     | 2              | 0,5%     |